# Haute Cour anticorruption d'Ukraine
La Haute Cour anticorruption d'Ukraine (en ukrainien : Вищий антикорупційний суд України) est une juridiction ukrainienne mise en place le 11 avril 2019. La loi établissant la Cour est signée le 26 juin 2018 par le président ukrainien Petro Porochenko. L'objectif est la prise en charge des affaires en lien avec la corruption. Dans le cadre de sa mise en place, la mission européenne EUAM Ukraine a organisé des formations pour préparer les 38 juges qui siégeront à la Cour.

## Histoire

### Concept
La Haute Cour anticorruption est une juridiction à compétence nationale ukrainienne, créée pour examiner certaines catégories d'affaires. Outre l'administration de la  justice, elle analyse, étudie et synthétise les statistiques judiciaires, et exerce d'autres prérogatives conformément à la loi.
Les juges de cette juridiction sont nommés uniquement sur la base des résultats d’un concours ouvert.
Initialement, il était envisagé que la Haute Cour anticorruption examinerait exclusivement les affaires soumises par le Bureau national anticorruption d'Ukraine (NABU), mais la loi adoptée a considérablement élargi la compétence de la Haute Cour. Cela a entrainé le transfert de milliers de procédures pénales qui ne concernaient pas la corruption de haut niveau à la Haute Cour anticorruption, et la marche de son travail s'en est trouvée largement perturbée pendant plusieurs années. Une loi a été adoptée par la suite pour résoudre ce problème.

### Chronologie
Le Fonds monétaire international (FMI) a exigé l’adoption d’une législation visant à créer une juridiction anti-corruption au plus tard en juin 2017.
La loi sur le pouvoir judiciaire et le statut des jugesa fixé à  12 mois le délai pour établir la juridiction à compter de la date d'entrée en vigueur de la loi spéciale (jusqu'au 14 juin 2019). La loi sur la Haute Cour anti-corruption prévoit que la juridiction entrera en fonction dès la nomination d'au moins 35 de ses juges, dont 10 juges de la Chambre d'appel. La loi « technique » portant création de la Haute Cour a été adoptée le 21 juin 2018 et est entrée en vigueur le 28 juin.
En outre, des amendements ont été nécessaires à la loi sur le pouvoir judiciaireet au code budgétaire.

### Projets de loi
Deux projets de loi ont été soumis à la Rada suprême, le Parlement monocaméral de l'Ukraine, qui ont été évalués négativement par la Commission européenne pour la démocratie par le droit (plus souvent appelée Commission de Venise) du Conseil de l'Europe. Les recommandations de la Commission de Venise,devraient servir de base à la loi finale, conformément à la position des donateurs internationaux de l'Ukraine.
Un nouveau projet de loi sur la Haute Cour anti-corruption a été déposé à la Rada par le président ukrainien Petro Porochenko le 22 décembre 2017.
Selon le projet, la Haute Cour administre la justice en tant que tribunal de première et d'appel dans les procédures pénales concernant les crimes relevant de sa compétence, ainsi qu'en exerçant un contrôle juridictionnel sur le respect des droits, des libertés et des intérêts des individus dans ces procédures pénales.
Le projet de loi a été évalué négativement par les donateurs internationaux de l'Ukraine : le FMI, la Banque mondiale, l'Union européenne, ainsi que des militants anti-corruption. Les principaux sujets de critique portaient sur le rôle affaibli du Conseil public d'experts internationaux, les exigences irréalistes pour les candidats et la compétence excessivement étendue de la juridiction. Un certain nombre de ses dispositions n'étaient pas conformes aux recommandations de la Commission de Venis, énoncées dans son avis du 9 octobre 2017 n° 896/2017 (CDL-AD(2017)020), ainsi que les exigences de la loi ukrainienne sur le pouvoir judiciaire et le statut des juges.
Le 1er mars 2018, la Rada a adopté en première lecture le projet de loi sur la Haute Cour anticorruption d'Ukraine, présenté par le président Petro Porochenko. Le 7 juin, la loi a été adoptée à la majorité exigée par la Constitution. Lors de ses débats, un compromis a été trouvé concernant le droit de veto du Conseil d'experts internationaux lors de du choix des juges.
Le 11 juin, le président ukrainien a promulgué la loi adoptée. Le 13 juin, elle a été officiellement publiée dans le journal « Holos Ukrainy » et est entrée en vigueur le 14 juin 2018.

### Oppositions et soutiens
La perception négative de la création d'une telle juridiction relevait les trois points suivants :
- il n’existe pas en Ukraine de droit processuel distinct pour les procédures anti-corruption, c’est-à-dire que cette juridiction n’est pas spécialisée au sens propre du terme ;
- la présence de seulement deux formations viole du droit d’appel et de cassation d’une décision de justice et contredit le code de procédure pénale en vigueur en Ukraine ;
- le petit nombre de affaires traité par le NABU ne justifie pas la création d’une institution judiciaire distincte pour elles[26].

Le président de la Cour suprême d'Ukraine, Yaroslav Romanyuk, a qualifié cette cour de « superflue » :
« Викликає серйозне питання існування двох паралельних судових вертикалей — з одного боку антикорупційної для багатих клієнтів НАБУ; з іншого боку — несправедливої — для всіх інших. …З огляду на високі гарантії кримінального процесу більше шансів вийти сухим з води у підсудного в неупередженому суді, аніж в інших «поганих» судах.

Одним з аргументів для створення ВАС було нинішнє затягування судових процесів… Змагальний кримінальний процес, у якому працюють високопрофесійні адвокати і де діють високі стандарти забезпечення прав людини, може тривати […] і 5 років, якщо справа справді складна і в ній багато свідків та доказів. …Багато хто буде виправданий через проблеми, що існують із розслідуванням цієї категорії злочинів. »
« L’existence de deux verticales judiciaires parallèles soulève une question sérieuse : d’une part, la verticale anti-corruption pour les riches clients de NABU ; d’autre part, la verticale injustes pour tout le monde. ...Compte tenu des garanties élevées du processus pénal, le défendeur est plus susceptible de sortir de l’eau sec dans un tribunal impartial que dans d’autres « mauvais » tribunaux.

L’un des arguments en faveur de la création de la Haute Cour était le retard actuel dans les procédure judiciaires... Le processus pénal compétitif, dans lequel des avocats hautement professionnels travaillent et où des normes élevées de respect des droits de l’homme s’appliquent, peut durer [...] 5 ans si l’affaire est vraiment complexe et compte de nombreux témoins et preuves. ... Beaucoup seront acquittés en raison des problèmes qui existent avec l’enquête de cette catégorie de crimes. »
— 
Le président de la Haute Commission de qualification des juges d'Ukraine, Serhiy Koziakov, partage ce point de vue.
L'avocat renommé Andriy Fedur considère quant à lui ce tribunal comme « une juridiction spéciale extraordinaire, dont la création est expressément interdite par le paragraphe 6 de l'article 125 de la Constitution de l'Ukraine ».
La création d’un tribunal anti-corruption (ou d’un système de « tribunaux anti-corruption indépendants ») a été soutenue par diverses personnalités publiques,, la Commission de Venise,, l'initiative anticorruption de l'Union européenne en Ukraine, Transparency International, le Groupe d'États contre la corruption, l'Union européenne, et les États-Unis d'Amérique.
Selon l’expert du Реанімаційний пакет реформ (un regroupement d'organisations non-gouvernementales ukrainiennes), Mykhailo Kamenev, les attentes du public à l’égard de la juridiction anti-corruption sont exagérées :
« Викликає серйозне питання існування двох паралельних судових вертикалей — з одного боку антикорупційної для багатих клієнтів НАБУ; з іншого боку — несправедливої — для всіх інших. …З огляду на високі гарантії кримінального процесу більше шансів вийти сухим з води у підсудного в неупередженому суді, аніж в інших «поганих» судах.

Одним з аргументів для створення ВАС було нинішнє затягування судових процесів… Змагальний кримінальний процес, у якому працюють високопрофесійні адвокати і де діють високі стандарти забезпечення прав людини, може тривати […] і 5 років, якщо справа справді складна і в ній багато свідків та доказів. …Багато хто буде виправданий через проблеми, що існують із розслідуванням цієї категорії злочинів. »
« L’existence de deux verticales judiciaires parallèles soulève une question sérieuse : d’une part, la verticale anti-corruption pour les riches clients de NABU ; d’autre part, l'autre verticale pour tout le monde... Compte tenu des garanties élevées du procès pénal, il est plus probable que le défendeur sorte de l’eau sec devant un tribunal impartial que dans d’autres « mauvais » tribunaux.

L’un des arguments en faveur de la création de la Haute Cour était le retard actuel dans les procédures juridictionnel... Le processus pénal compétitif, dans lequel des avocats hautement professionnels travaillent et où des normes élevées de garantie des droits de l’homme s’appliquent, peut durer [...] 5 ans si l’affaire est complexe et compte beaucoup de témoins et de preuves... Beaucoup seront acquittés en raison des problèmes qui existent avec l’enquête sur cette catégorie de crimes. »

### Mise en activité de la Haute Cour

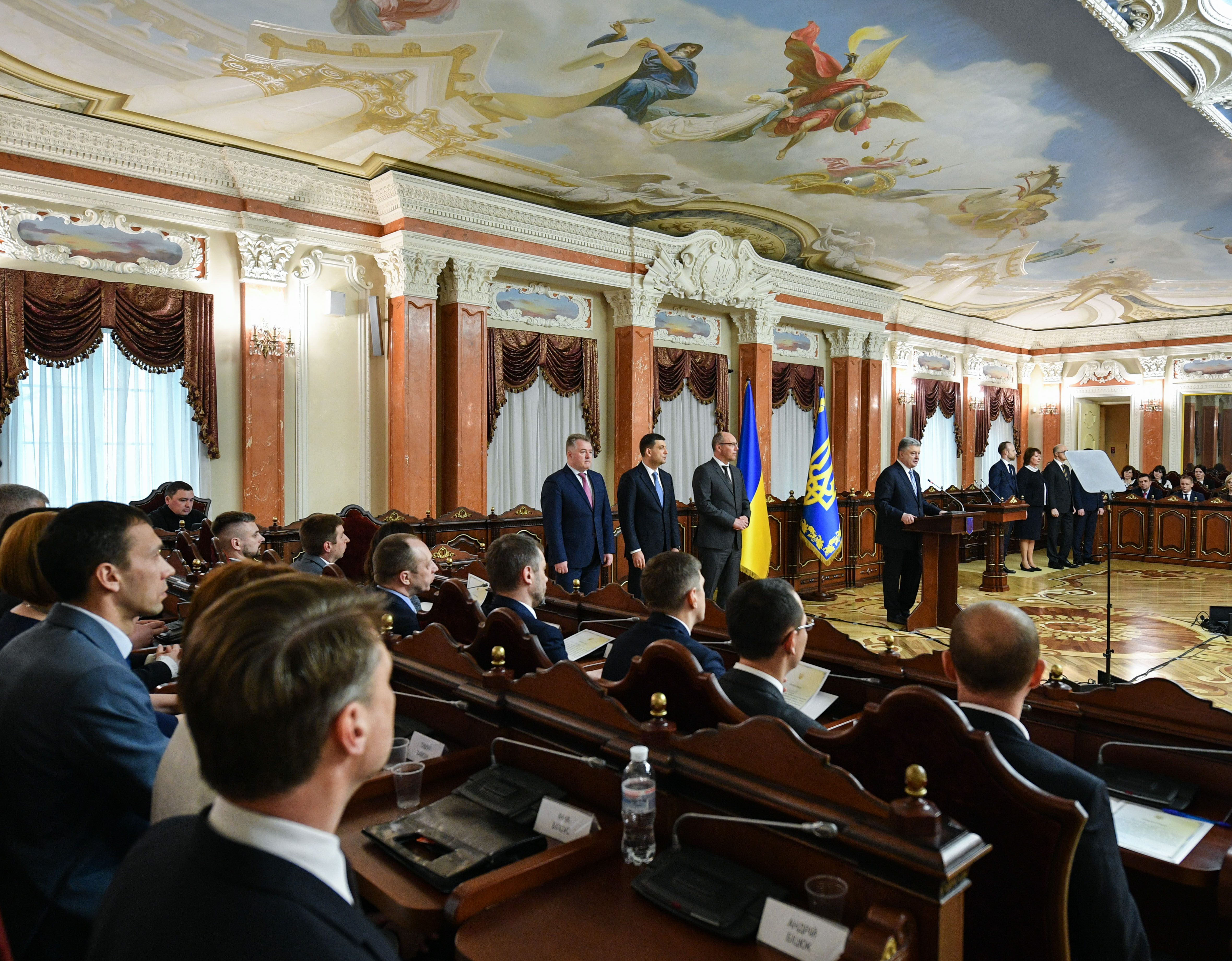
Cérémonie de prestation de serment des premiers juges de la Haute Cour anti-corruption d'Ukraine, le 11 avril 2019

Au total, 113 candidats ont réussi les examens de juge. Fin janvier 2019, 71 d'entre eux avaient réussi plusieurs sélections.
Le 6 mars 2019, la Haute Commission de qualification des juges a annoncé les noms de 39 lauréats du concours, dont 12 — à la Chambre d’appel.
Le 11 avril 2019, le président ukrainien Petro Porochenko a signé deux décrets nommant les 38 premiers juges de la Cour suprême d'Ukraine : 27 juges de première instanceet 11 juges de la Chambre d'appel. Le même jour, une cérémonie de prestation de serment a eu lieu au palais Klovsky.

## Compétence et fonctionnement

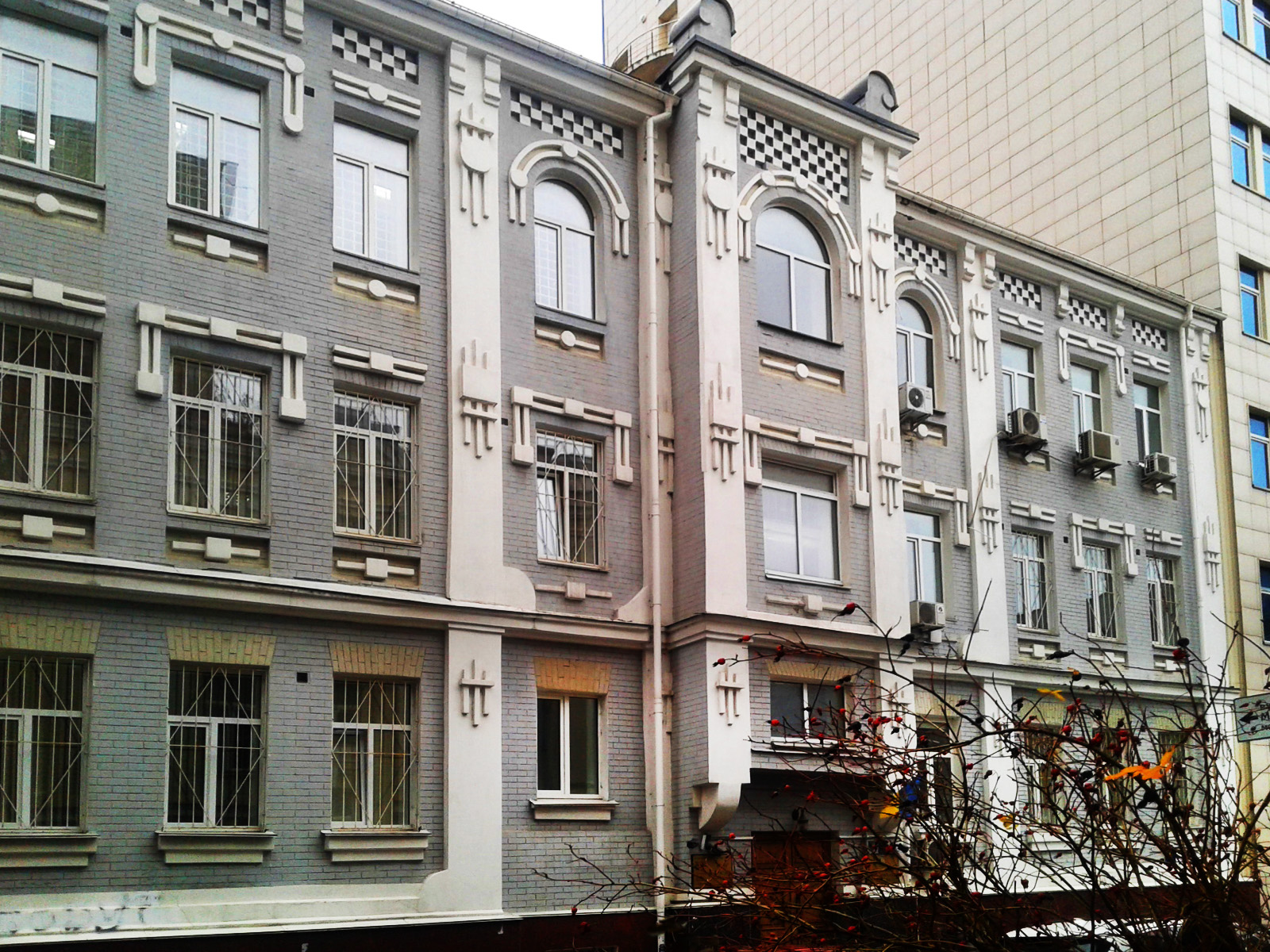
Chambre d'appel de la Haute Cour anticorruption d'Ukraine

Conformément à la loi, la Haute Cour anticorruption est une juridiction spécialisée supérieure, fonctionnant en permanence, au sein du système judiciaire ukrainien. Sa mission est d'administrer la justice conformément aux principes et procédures judiciaires établis par la loi afin de protéger les individus, la société et l'État contre la corruption et les infractions connexes, d'exercer un contrôle judiciaire sur les enquêtes préliminaires relatives à ces infractions et de faire respecter les droits, libertés et intérêts des individus dans le cadre des procédures pénales.
La Haute Cour anticorruption rend la justice en tant que juridiction de première instance et d'appel dans les procédures pénales concernant les crimes attribués à sa compétence ainsi que dans les affaires civiles sur la reconnaissance des biens mal acquis et leur récupération au profit de l'État ukrainien.
La Haute Cour anti-corruption compte également une Chambre d’appel, dotée d’un président, de locaux, d’un financement et d’un secrétariat distincts.

### Conseil public d'experts internationaux
Le Conseil public d'experts internationaux est un organe auxiliaire de la Haute Commission de qualification des juges pour la sélection des juges du Conseil supérieur de la magistrature. Il est composé de six membres nommés par la Haute Commission de qualification des juges d'Ukraine, exclusivement sur proposition des organisations internationales avec lesquelles l'Ukraine coopère dans le domaine de la lutte contre la corruption.
Selon la loi, une majorité qualifiée de quatre membres du Conseil public d’experts internationaux ont le pouvoir d’opposer leur veto à tout candidat à la Haute Cour anticorruption.
Le 6 novembre 2018, la Haute Commission de qualification des juges a décidé de la composition du Conseil public d'experts internationaux. Il comprend :
1. Aurelijus Gutauskas, juge à la Cour suprême de Lituanie,
2. Ted Zarzechny, juge à la Cour du Banc de la Reine dans la province de la Saskatchewan (Canada) ,
3. ancienne présidente de la première section de la CEDH Mirjana Lazarova-Trajkovska,
4. Sir Anthony Hooper, juge à la retraite de la Cour d'appel du Royaume-Uni,
5. la procureure britannique à la retraite Lorna Harris,
6. et l'ancien procureur adjoint chargé des enquêtes sur les crimes économiques particulièrement importants du Danemark, Fleming Denker.

Leur mandat est de deux années.

## Composition
La loi définit des exigences particulières pour les candidats au poste de juge de la Haute Cour, à savoir :
1. expérience en tant que juge d’au moins cinq ans ;
2. un diplôme en droit et au moins sept années d’expérience dans des travaux scientifiques dans le domaine du droit;
3. au moins sept ans d’expérience professionnelle en tant qu’avocat ;
4. une expérience cumulée dans les activités susmentionnées d’au moins sept ans.

Elle détermine également qui ne peut pas être juge à la Haute Cour.
En septembre 2020, 27 juges de première instance travaillent à la Haute Cour anticorruption d'Ukraine, dans 6 chambres permanentes de 3, constituées depuis le début des travaux de la cour (à partir du 1er janvier 2021), pour examiner les affaires sur le fond, et 9 juges ont été élus comme juges d'instruction. Ces derniers exercent un contrôle juridictionnel sur le respect des droits, libertés et intérêts des personnes au stade de l'instruction. En appel, il y a 11 juges répartis dans 4 chambres.

### Présidents de la Haute Cour anticorruption
| #       | Nom                            | Entrée en fonctions | Fin des fonctions | Ref    |
| ------- | ------------------------------ | ------------------- | ----------------- | ------ |
| 1       | Olena Vitaliivna Tanasevych    | 7 mai 2019          | 6 mai 2022        | ,      |
| intérim | Oleg Fedorovych Pavlyshyn      | 7 mai 2022          | 14 février 2023   | [ 49 ] |
| 2       | Vira Volodymyrivna Mykhaylenko | 14 février 2023     | en fonctions      | [ 42 ] |

### Vice-présidents de la Haute Cour
- Kruk Yevhen Vasilyevich (7 mai 2019 — 6 mai 2022)[50],[49]

### Présidents de la Chambre d'appel
1. Chornenka Daniila Stepanivna (24 mai 2019 — 23 mai 2022)[51]
2. Semennikov Oleksandr Yurievich (à partir du 24 mai 2022)[52].

## Voir également
- Bureau national anticorruption d'Ukraine